# Michael Meinl
Michael Meinl (* 27. Dezember 1964) ist ein Brigadegeneral des Heeres der Bundeswehr und seit Dezember 2021 Deutscher Direktor des Deutsch-Französischen Forschungsinstitut Saint-Louis.

## Militärische Laufbahn
Meinl trat 1984 bei der Instandsetzungsausbildungskompanie 906 in Eschweiler in die Bundeswehr ein und absolvierte bis 1990 die Ausbildung zum Offizier mit einem Studium der Informatik an der Universität der Bundeswehr München. Anschließend folgten verschiedene Truppenverwendungen in der Instandsetzungstruppe bzw. der Informationstechnik, zuletzt als Kompaniechef der 4. Kompanie des Instandsetzungsbataillons 142 in Torgelow. 
Von 1997 bis 1999 absolvierte Meinl den 40. Generalstabslehrgang Heer an der Führungsakademie der Bundeswehr, wo er zum Offizier im Generalstabsdienst ausgebildet wurde. Anschließend folgte die 113. Promotion Cours supérieur d’état-major, 8. Promotion Collège interarmées de Défense an der École de guerre in Paris. Die erste Verwendung als Stabsoffizier erfolgte ab 2001 als Referent für Rüstung im Führungsstab der Streitkräftebasis, wo er für Material des Elektronischen Kampfes zuständig war. 2003 schlossen sich Truppenverwendungen an: zunächst als G 3 der Logistikbrigade 200 in Tauberbischofsheim bis 2004 und anschließend als Bataillonskommandeur des Instandsetzungsbataillons 466 in Volkach bis 2006. 2007 wurde Meinl als Austauschreferent im französischen Generalstab (Abteilung Einsatz, EMA Emploi) verantwortlich für multinationale und streitkräftegemeinsame Übungsplanung. 2011 wurde er Gruppenleiter Rüstung/Nutzung im Logistikamt der Bundeswehr in Sankt Augustin. Nach einem Jahr in dieser Verwendung wurde Meinl Referatsleiter II 5 (1) Materielles Fähigkeitsmanagement im Kommando Heer in Strausberg, was er bis 2018 blieb. Anschließend folgte eine Verwendung im Bundesministerium der Verteidigung in Berlin als Referatsleiter SE III 2 (Ertüchtigung, Ausrüstung im Einsatz, SiE, WB-Angelegenheiten). Von Dezember 2020 bis November 2021 war Meinl Abteilungsleiter Unterstützung im Kommando Heer. Ab Dezember 2021 wurde er vom militärischen Dienst beurlaubt, um Deutscher Direktor des Deutsch-Französischen Forschungsinstitut Saint-Louis im Elsass zu werden.

### Auslandseinsätze
Meinl nahm an mehreren Auslandseinsätzen teil:
- Dezember 2003 bis Juli 2004: ISAF als Mentor im Afghanischen Generalstab beim US-amerikanischen Office of Military Cooperation – Afghanistan in Kabul
- Oktober 2006 bis Dezember 2006: KFOR als G3/5/7/9 Multinationale Brigade Süd in Prizren, Kosovo
- Mai bis Dezember 2019: Stellvertretender Kommandeur EUTM Mali

## Privates
Meinl ist verheiratet und hat 5 Kinder.